# Komunistyczna Partia Grecji
Komunistyczna Partia Grecji (nwgr. Κομμουνιστικό Κόμμα Ελλάδας ΚΚΕ / Kommounistikό Kόmma Elládas, ΚΚΕ) – grecka partia polityczna, założona w 1918 (do 1924 pod nazwą Socjalistyczna Partia Robotnicza Grecji) jako sekcja Międzynarodówki Komunistycznej. Obecnie lewicowe ugrupowanie o profilu eurosceptycznym.

## Historia ugrupowania

### Okres przedwojenny
Rewolucja październikowa w Rosji w 1917 roku stała się bodźcem do powstania partii komunistycznych w dużej części państw na całym świecie. Komunistyczna Partia Grecji założona została w dniu 4 listopada 1918 roku pod nazwą Socjalistyczna Partia Pracy Grecji. Twórcami ugrupowania byli Nikos Dimitratos, D. Ligdopoulos, M. Sideris, A. Arvanitis, S. Kokkinos i Avraam Benaroya będący jednocześnie przywódcą Żydowskiej Federacji Socjalistyczno-Robotniczej w Salonikach. Na czele partii stanął kolektywny Komitet Centralny. Partia skupiła radykalne grupy anarchistów i komunistów wywodzących się głównie z uprzemysłowionych obszarów. Grupy skupiające działaczy o takiej orientacji politycznej działały w Grecji już od czasów Komuny Paryskiej i strajków z Chicago w 1892 roku. Celem partii stało się wprowadzenie ośmiogodzinnego dnia pracy, zwiększenie pensji pracowniczych oraz zjednoczenie pracowników w związkach zawodowych. W 1919 roku ugrupowanie zmieniło nazwę na Socjalistyczna Partia Pracy Grecji-Komuniści a rok później wstąpiła do Międzynarodówki Komunistycznej. Partia przeciwna była zaangażowaniu w wojnę z Turcją, zamiast tego próbowała wpłynąć na rząd oraz uzyskać wsparcie rządu ZSRR dla swojego postulatu autonomii greckich miast w Azji Mniejszej. Komuniści wraz ze związkami zawodowymi w tym z Generalną Grecką Konfederacją Pracowniczą związaną z ruchem komunistycznymi, zorganizowali liczne demonstracje antywojenne.
W 1924 roku przyjęła obecną nazwę oraz przyjęła zasady marksizmu-leninizmu. Sekretarzem partii został Pandelis Pouliopoulos. Od 1924 roku partia funkcjonowała na podstawie zasady centralizmu demokratycznego.  KPG zdobyła w początkowym okresie działalności bardzo duże poparcie wśród mniejszości etnicznych i religijnych żyjących w północnej Grecji a szczególnie pośród słowiańskich Macedończyków. Spowodowane to było głoszeniem przez partię polityki samostanowienia zgodnej z zasadami leninizmu który głosi że wszelkie mniejszości powinny być samostanowione we wspólnym państwie socjalistycznym. W 1924 roku III Międzynarodówka przyjęła postulat niepodległej Tracji i Macedonii co spowodowało opory pewnej części komunistów greckich. Postulat Międzynarodówki przysporzył KPG utraty popularności aż do czasu gdy w 1934 roku KPG podkreśliła w swoim programie chęć walki o samostanowienie narodów w ramach Republiki Ludowej w której żyć obok siebie będą wszystkie narody. Stanowisko to zarzucono po 1945 roku gdy ówczesny sekretarz generalny partii Nikos Zachariadis odrzucił dotychczasową politykę KPG i przyjął pogląd wedle którego Macedończycy i Grecy mieli zamieszkiwać jedno państwo, Grecję.
W 1929 roku z inicjatywy Jeorjosa Papandreu z pracy wyrzucano nauczycieli sympatyzujących z polityką KPG. Zdelegalizowana w 1936, wskutek zamachu stanu, przeprowadzonego, z poparciem monarchy, przez propagującego faszyzm generała Ioannisa Metaksasa. Bezpośrednią przyczyną zamachu stała się możliwość wejścia posłów KPG w koalicję, tworzącą przyszły rząd. Rozwiązano parlament, w praktyce uniemożliwiona została też działalność związkowa, strajki tłumiono przy użyciu dużych oddziałów wojska, czasem też ostrej amunicji. Niedługo później powstały pierwsze obozy zakładane dla więźniów politycznych – działaczy lewicy oraz sympatyków komunistów. Członkowie KPG podlegali pobiciom i więzieniu, jednak proponowano im zwolnienie, w zamian za publiczne wyrażenie skruchy i zobowiązanie się do zaprzestania krytyki władz. Antykomunistyczne represje nie przybrały ówcześnie skrajnych form, znanych z Niemiec czy Hiszpanii, mimo identycznej, typowo faszystowskiej zewnętrznej szaty władzy oraz faszystowskiej propagandy.

### Ruch oporu
Początkowo KPG uznała II wojnę światową za konflikt imperialistyczny, sytuacja zmieniła się z chwilą wybuchu wojny grecko-włoskiej 1940–1941 KPG wezwała Greków do zgodnej obrony kraju, bez względu na różnice polityczne. W chwili wybuchu wojny około 2 tys. komunistów przebywało w więzieniach co nie ułatwiło procesu tworzenia ruchu oporu. Początkowo KPG utworzyła Narodowy Front Wyzwoleńczy którego celem miało być wyzwolenie kraju z rąk okupantów. Narodowy Front Wyzwoleńczy pozostawał wolny od kwestii przyszłego ustroju państwa, Front zapowiedział przeprowadzenie po wojnie referendum w którym obywatele zdecydują czy kraj ma być republiką czy monarchią. W okresie okupacji hitlerowskiej partia stała się głównym organizatorem i dominująca siła w greckim ruchu oporu 1941–1944. Główny animator a wiec powstała na gruncie Narodowego Frontu Wyzwoleńczego armia partyzantka – ELAS, czyli Greckie Ludowe Wyzwoleńcze Wojsko - jesienią 1944 roku tj. momencie wyzwalania kraju spod okupacji hitlerowskiej stał się najliczniejszą siłą ruchu oporu. W okresie istnienia kolaboracyjnego Państwa Greckiego 1941–1944, już samo podejrzenie sprzyjania KPG karane było śmiercią, przy czym jeśli wykonawcą terroru były Bataliony Bezpieczeństwa, mordów często dokonywano w formie publicznej egzekucji. W tym okresie także KPG dysponowała oddziałami, wykonującymi wyroki śmierci na osobach oskarżanych o gorliwe wspieranie okupantów lub o czerpanie wysokich zysków ze spekulacji żywnością. W niektórych przypadkach ginęły wtedy osoby, jak się potem okazywało, niewinne zarzucanych im czynów. Prawdopodobnie z inicjatywy partii powstała także inna grupa ruchu oporu, Organizacja Ochrony Ludowych Bojowników.
Na wyzwolonych terenach, poza kontrolowanym przez rojalistów Epirem, z inicjatywy ELAS tworzono partyzancką republikę, nieuznającą królewskiego rządu emigracyjnego, jako pozbawionego demokratycznej legitymizacji. Na zajmowanych terenach, partyzanci zorganizowali tzw. ludowe państwo EAM-ELAS, powołując samorząd terytorialny. Na początku 1944, w rejonach górskich sformowano, wyłoniony w demokratycznych wyborach, lewicowy rząd tymczasowy, pod nazwą PEEA (ΠΕΕΑ) – Polityczny Komitet Narodowego Wyzwolenia.  Na terenach wyzwolonych przez ELAS powstawały instytucje nowej władzy, określanej jako władza ludowa: szkoły, placówki służby zdrowia, samorząd i milicja. W kwietniu 1944 na terenach kontrolowanych przez „rząd z gór” miały miejsce wybory do Rady Narodowej, w których wzięło udział ok. 1,8 mln osób, w tym, po raz pierwszy w historii Grecji, kobiety. Do rządu obok komunistów weszli lewicowi liberałowie oraz przedstawiciele partii chłopskich.

### Wojna domowa w Grecji i późniejsza działalność
Od jesieni 1944 nielegalna, tym niemniej prześladowana przez grupy paramilitarne i nielegalne organizacje, funkcjonujące wewnątrz struktur państwa. Tylko w okresie od wydarzeń grudniowych 1944/45 do 31 marca 1946 w kraju doszło, przeciw domniemanym komunistom, do 1289 mordów, 6671 zranień, 31 632 przypadków tortur, 84 931 aresztowań, 165 gwałtów i 18 767 rabunków oraz skazano na wyroki więzienia ponad 30 tysięcy osób, podejrzanych o sprzyjanie lewicowemu ruchowi oporu, w czasie byłej wojny światowej. Dane o aresztowaniach i uwięzieniach, wymienione przez stronę rządową, są jeszcze nieco wyższe.
W latach 1946–1949 próbowała zbrojnie zdobyć władzę w kraju i toczyła wojnę domową z monarchistycznym i prozachodnim rządem. Do pierwszych walk doszło po 4 grudnia 1944 a więc po zmasakrowaniu lewicowych demonstracji ostrzelanych przez siły różnych formacji, uprzednio kolaboracyjnych. 5 grudnia premier Wielkiej Brytanii, Winston Churchill zlecił brytyjskiemu dowódcy w Atenach potraktowanie stolicy Grecji jak zbuntowanego miasta wroga, a nie miasta sojuszniczego. Z wielkim trudem, używając także oddziałów byłych greckich hitlerowców, ściągając posiłki z Włoch oraz używając w mieście brygad komandosów, czołgów i bombardując robotnicze dzielnice stolicy Grecji z artylerii okrętowej i samolotów, wojska brytyjskie zdołały opanować sytuację. W kraju przeprowadzono wybory powszechne dopiero w marcu 1946, co jednak odbyło się w atmosferze głębokiego terroru osobistego oraz urzędowych prześladowań wobec byłych uczestników lewicowego ruchu partyzanckiego ELAS. W październiku 1947 komuniści w obliczu represji utworzyli ideowe siły zbrojne. Spośród kombatantów ruchu oporu, ukrywających się przed nową falą prześladowań, już jesienią 1945 roku powstawały pierwsze oddziały partyzanckie. Na razie nie podejmujące innej walki niż samoobrona. Komuniści przekształcają je następnie w Demokratyczne Wojsko Grecji (DSE) które poparte zostało przez macedoński Front Wyzwolenia.
Pod koniec 1947 powstańcy, panujący nad północnymi terenami Grecji, sformowali tam ponownie rząd tymczasowy. Aż do tego momentu, partyzanci byli postrzegani przez centrum i szeroką lewicę, jako kombatanci ruchu oporu, walczący o podstawowe prawa obywatelskie, o rzeczywistą demokrację i o suwerenność. Powołanie wyłącznie komunistów do drugiego rządu tymczasowego zakończyło ten idealistyczny okres postrzegania DSE. W początkach 1948 roku komuniści kontrolowali już większą część terytorium Grecji, jednak bez dużych miast. Od II połowy 1948 roku silniejsza i znacznie lepiej uzbrojona armia rządowa zaczęła odnosić sukcesy, wypierając partyzantkę w coraz bardziej w górzyste tereny. Po wysiedleniu przez armię rządową około 800 tysięcy ludności cywilnej, z terenów zagrożonych walkami, komuniści znaleźli się w bardzo trudnej sytuacji. Po kolejny, przegranych bitwach, w masywach gór na Witsi i Grammos, w których przewaga armii rządowej była już co najmniej 10-krotna, komuniści zadecydowali o przerwaniu walk.
Od 1947 partia znów działała nielegalnie. Po zakończeniu walk ok. 60 tys. Greków i Macedończyków wyjechało zwłaszcza do krajów socjalistycznych, w tym ok. 14 tys. do Polski, wśród nich wielu komunistów. W okresie terroru mającego miejsce po II wojnie światowej utworzono obozy koncentracyjne do których trafiali m.in. przedstawiciele środowisk KPG.
Od 1974 ponownie legalna. W 1976 roku z partii wyłoniły się dwie mniejsze grupy maoistyczne – Marksistowsko-Leninowska Komunistyczna Partia Grecji i Komunistyczna Partia Grecji (marksistowsko-leninowska).

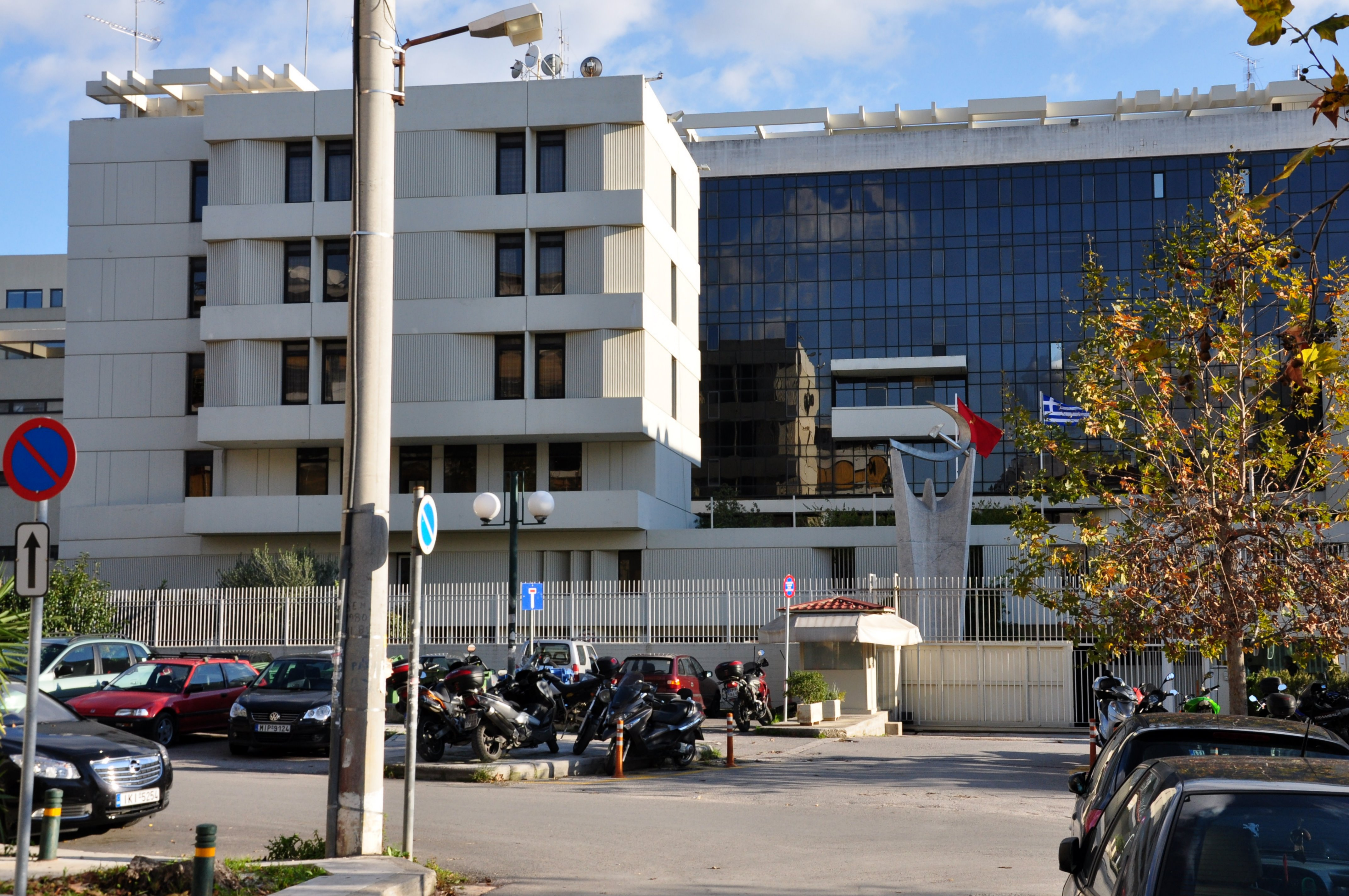
Biura KC KPG w Perissos, w aglomeracji Aten

## Współcześnie
Od 1991 r. KKE dysponowała ogólnokrajowym kanałem TV „902” który jednak został później sprywatyzowany. W parlamencie Republiki Grecji KPG zawsze tworzy własny klub parlamentarny. W 1989 r. KKE uczestniczyła w formowaniu koalicji rządowej, wspólnie z prawicową partią Nowa Demokracja. Wprowadzono wtedy ustawę o likwidacji akt osobowych, z archiwów MSW, dotyczących osób nie pozostających już w czynnej służbie bezpieczeństwa państwa. Co skutkuje w Grecji zakazem publikacji informacji o przeszłości osób, poza faktami ogłaszanymi przez Sąd lub przez samych zainteresowanych, albo danymi, cytowanymi z powołaniem się na legalnie ukazujące się w Grecji wydawnictwa, sprzed daty ustawy.
Równolegle, Parlament jednomyślnie uchwalił ustawę dot. uznania Greckiej Wojny Domowej oraz o uznaniu za kombatantów walk za Ojczyznę, wszystkich byłych żołnierzy Ruchu Oporu oraz obu stron Greckiej Wojny Domowej 1946–1949. W 1999 roku z inicjatywy działaczy związkowych związanych z partią utworzono Wszechrobotniczy Front Bojowy. W 2000 roku niezadowoleni działacze KPG utworzyli Ruch na rzecz Jedności Działania Lewicy a w 2003 roku z partii odeszła z kolei grupa działaczy która utworzyła maoistyczną Komunistyczną Organizację Grecji. Obydwie grupy w późniejszym czasie zasiliły koalicję Syriza.
W narodowych wyborach parlamentarnych w 2009 KKE uzyskała 7,54% głosów, wprowadzając do parlamentu 21 posłów. Wywodząca się z niej, druga z głównych greckich partii radykalnej lewicy (Syriza), wprowadziła do parlamentu 13 posłów, uzyskując 4,60% głosów. W wyborach parlamentarnych, które odbyły się w maju 2012 KKE uzyskała wynik 8,48% poparcia, zaś w przyspieszonych wyborach w czerwcu tego samego roku zdobyła 4,5% głosów i 12 mandatów.
W wyborach europejskich w 2014 roku partia zdobyła 6,07% głosów i wprowadziła 2 deputowanych do Parlamentu Europejskiego. Kilka dni później ogłosiła, że zawiesza dotychczasowe członkostwo we frakcji Zjednoczonej Lewicy Europejskiej – Nordyckiej Zielonej Lewicy, a jej europosłowie będą odtąd niezrzeszeni.
Główne różnice pomiędzy greckimi partiami radykalnej lewicy KKE i Syriza (główny trzon Syrizy wywodzi się z dawnej KKE) polegają na stosunku tych partii do przeszłości, zwłaszcza do tzw. realnego socjalizmu i ZSRR. KKE jest orędowniczką korzystnych ocen tej przeszłości oraz ZSRR, natomiast Syriza jest partią o charakterze raczej eurokomunistycznym. Różnią się one także stosunkiem do Unii Europejskiej – KKE jest partią zdecydowanie antyunijną, zaś Syriza dąży do reformy UE i nadania jej bardziej socjalnego wymiaru.